# Ніко Росберг
Ні́ко Ро́сберг (нім. Nico Rosberg; 27 червня 1985, Вісбаден) — пілот автогоночної серії Формула-1, 2006—2016 виступав у складі команди «Мерседес». Чемпіон світу Формули-1 (2016), віце-чемпіон у 2014 та 2015 роках. Син чемпіона світу 1982 року з автоперегонів у класі Формула-1 Кеке Росберга. Виступав під прапором Німеччини, хоча на початку кар’єри брав участь у змаганнях під прапором Фінляндії. Має громадянство обох країн, однак розмовляє тільки німецькою. Чемпіон серії GP2 (виступав за команду ART Grand Prix). Перед цим виступав за команду свого батька у Євросерії Формули 3.
Через п'ять днів після виграшу першого в своєму житті титулу чемпіону світу Формули-1 заявив, що закінчив кар'єру гонщика.

## Біографія
Ніко Росберг є сином чемпіона світу 1982 року у класі автомобілів Формула-1 Кеке Росберга та його дружини Сіни (вона по національності німкеня). Дитинство Ніко провів у Монако та закінчив Міжнародну школу в Ніцці (International School in Nice). Вільно володіє англійською, німецькою, французькою, італійською та іспанською мовами. Фінською мовою володіє на початковому рівні, проте зараз її вивчає.[джерело?] Серед пілотів Формули-1 товаришує з Льюїсом Хемільтоном та Адріаном Сутілем.

## Кар’єра до Формули-1

### 1996-2004: Молодші Формульні серії

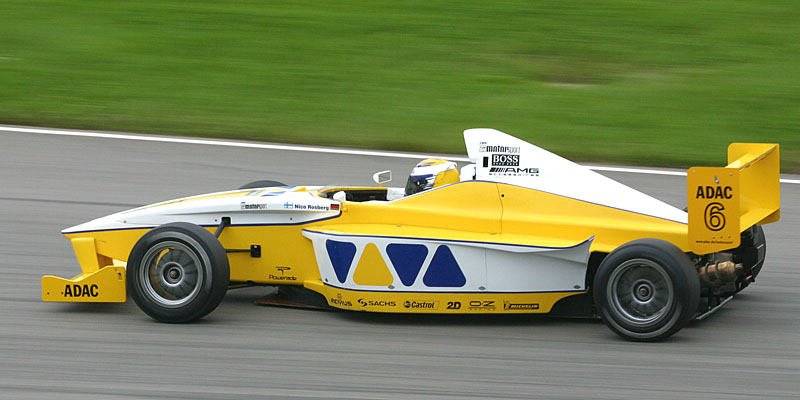
Ніко Росберг у Формулі БМВ

У 1996 році Ніко почав свою кар’єру в картингу у віці одинадцяти років. В 2002 перейшов до Німецької Формули БМВ (команда VIVA Racing), де виграв чемпіонський титул. Завдяки цьому результату він отримав місце у Євросерії Формули-3. Виступав він в цьому чемпіонаті за команду свого батька під назвою Team Rosberg до 2004 року. Найкращий результат Ніко у Євросерії Формули 3 було 4 місце в сезоні 2004 року.

### 2005: GP2 - ART Grand Prix
Після вдалих сезонів у Євросерії Формули-3 Ніко Росберг перейшов до новоствореної серії GP2. У перший же сезон, виступаючи за команду ART Grand Prix (французька команда, одним з власником якої є Ніколя Тодт, син колишнього виконавчого директора Феррарі Жан Тодта) виграв чемпіонський титул, ставши першим чемпіоном цієї серії.

## Формула-1

### 2006-2009: Williams F1

#### 2004 рік
На початку 2004 року Ніко Росберг провів перші тести за кермом боліду Williams F1.

#### 2006 рік

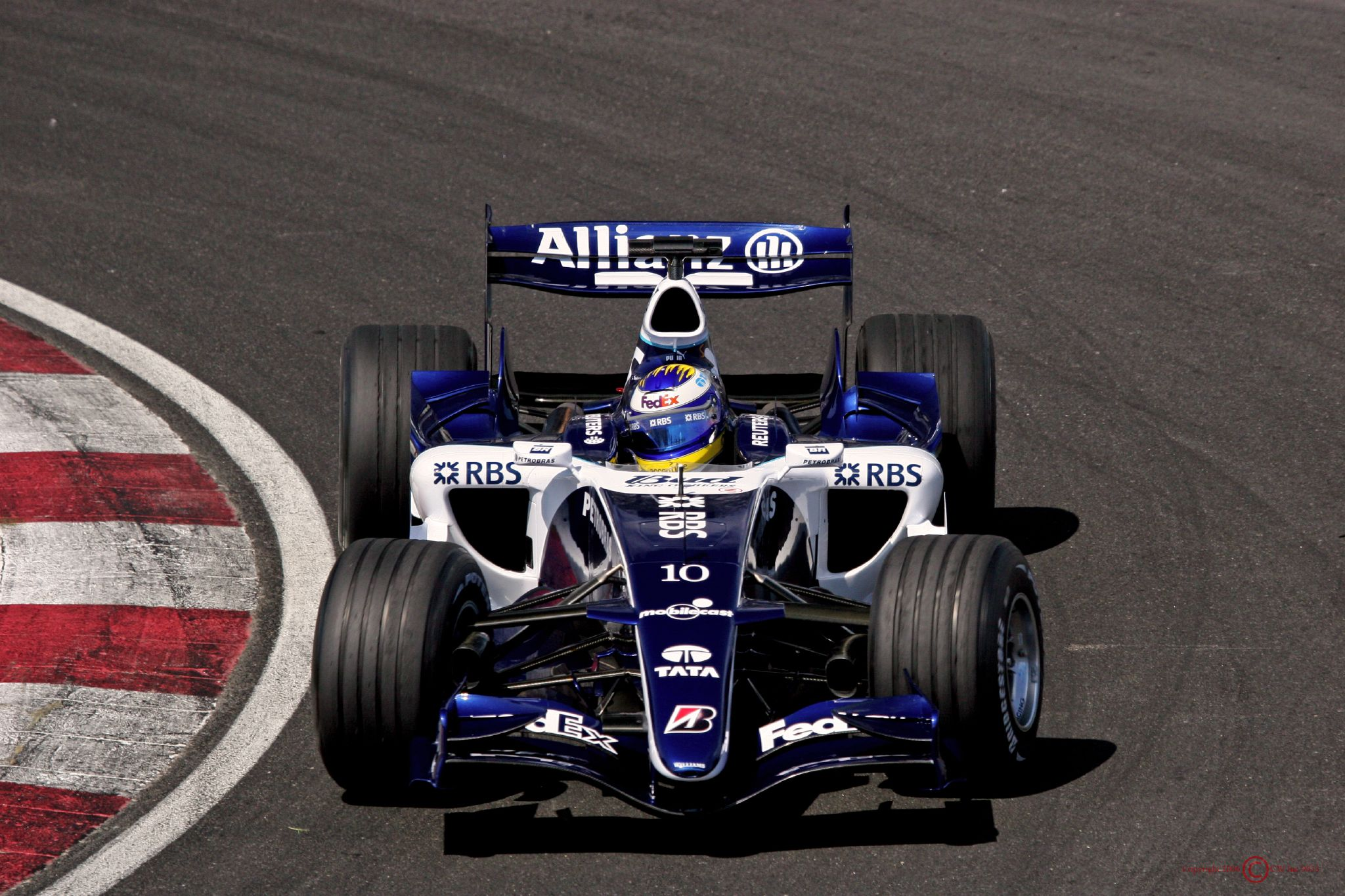
Ніко Росберг на Гран-прі Канади 2006

У кінці 2005 року було офіційно повідомлено про підписання угоди між Ніко та командою Williams F1. Пройшовши спеціальний тест «Engineering Aptitude Test», який є обов’язковим для всіх пілотів Williams, Росберг набрав найбільшу кількість балів за всю історію тестування. Перший старт Розберга у Формулі-1 відбувся на початку березня 2006 року на Гран-прі Бахрейну. Після старту Ніко потрапив у гоночний інцидент та втратив носовий обтікач, тому був змушений поїхати в бокси для його заміни. Після незапланованої зупинки Росберг був вимушений вибиратися з кінця пелотону. Незважаючи на проблеми на старті, Ніко посів 7 місце та заробив свої перші 2 залікові бали у Формулі-1. Крім цього він встановив рекорд кола, ставши рекордсменом - наймолодшим пілотом за всю історію Королівських перегонів. Після вдалого дебюту поширились чутки про можливий перехід Росберга до команди McLaren.
У наступному Гран-прі Малайзії Ніко Росберг кваліфікувався третім, проте через декілька кіл після початку гонки двигун Косворс на його боліді вибухнув. Наступного разу Ніко заробив залікові бали на початку травня на Гран-прі Європи, що проходив на Нюрбургрингу після поломки гідравліки на боліді свого напарника по команді Марка Веббера. Решта сезону пройшла для Ніко не так вдало: він не доїхав до фінішу у чотирьох із семи Гран-прі. На Гран-прі Великої Британії у нього був найреальніший шанс заробити заліковий бал, проте він не зміг наприкінці гонки обігнати Жака Вільнева. У підсумку Ніко набрав тільки 4 бали у сезоні 2006 року, на три бали менше свого напарника по команді Марка Веббера. Загалом, як для Ніко, так і для всієї команди Williams F1, сезон був невдалий.

#### 2007 рік

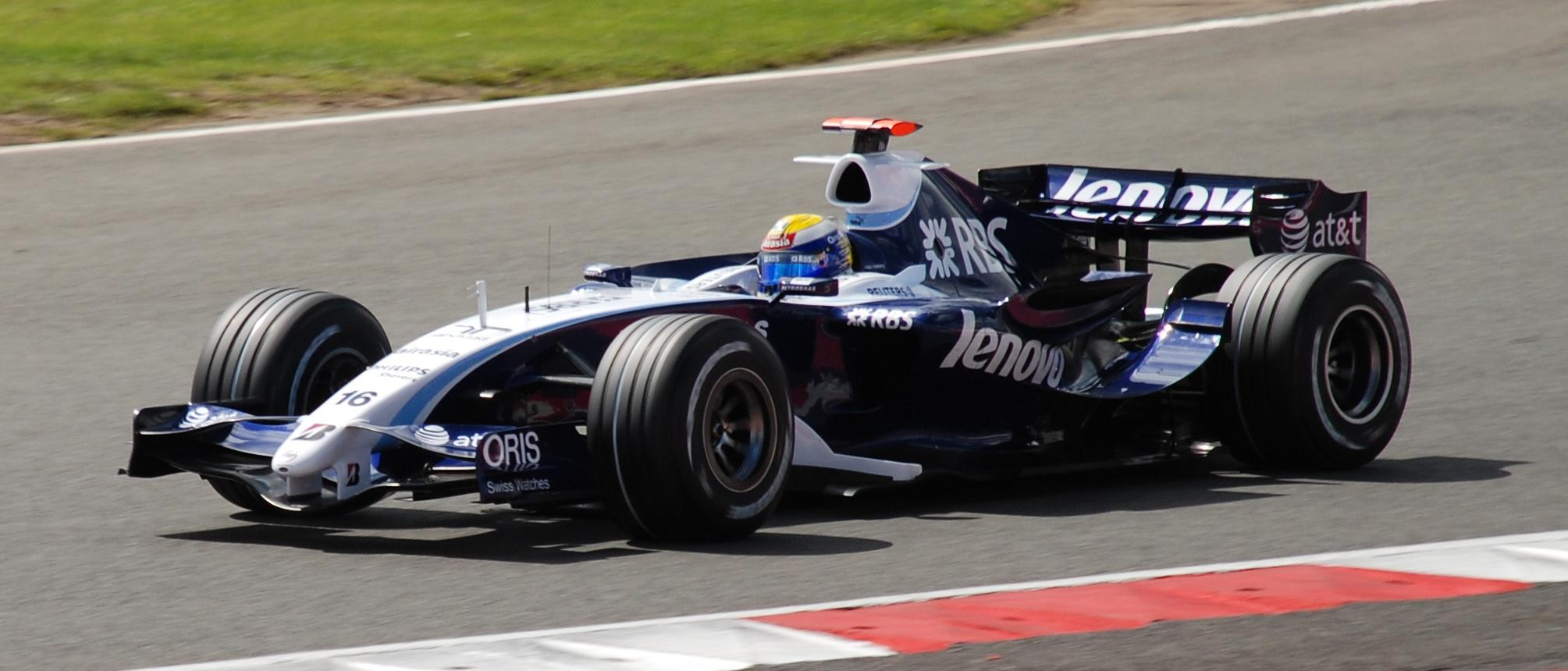
Ніко Росберг на Гран-прі Великої Британії 2007

На сезон 2007 року Williams F1 отримав двигуни Toyota, а його новим напарником по команді став Александр Вюрц. Попередній напарник Марк Вебер перейшов до команди Red Bull. Хоча на тестах перед початком сезону болід Williams FW29 показував гарний потенціал, сам Ніко залишався досить стриманим у своїх коментарях на майбутній сезон. За його словами не можна так просто переміститися, за один сезон, з останніх місць на стартовій решітці на перші.
Загалом, у сезоні 2007 року Росберг фінішував 7 разів у межах залікової зони, включаючи найкраще 4-те місце у кар’єрі на Гран-прі Бразилії на трасі Інтерлагос.
У сезоні 2007 року Ніко мав тільки 3 сходи: на Гран-прі Малайзії у нього були проблеми з гідравлікою; на Гран-прі США протікання масла (слід зазначити, що до сходу Росберг їхав на 6-му місці); поломка електроніки на Гран-прі Японії.
У сезоні 2007 року Ніко Росберг набрав у п’ять разів більше залікових балів, ніж у 2006, і закінчив чемпіонат на 9 місці з 20 заліковими балами.

#### 2008 рік
Сезон для Ніко почався надзвичайно вдало. На Гран-Прі Австралії він вперше в кар’єрі піднявся на подіум, посівши третє місце. Проте, решта сезону була досить напруженою. На Гран-прі Канади він потрапив у інцидент на піт-лейн за участі Кімі Ряйкконена та Льюїса Хемілтона. За це на Гран-Прі Франції він був покараний переміщенням на 10 позицію на старті. У вересні на Гран-Прі Сінгапуру він знову піднявся на подіум, посівши 2-ге місце (і це незважаючи на 10-секундне пенальті Stop and Go за заїзд на піт-стоп під час виїзду машини безпеки). Набравши 17 залікових балів, Ніко посів 13 місце у чемпіонаті.

#### 2009 рік

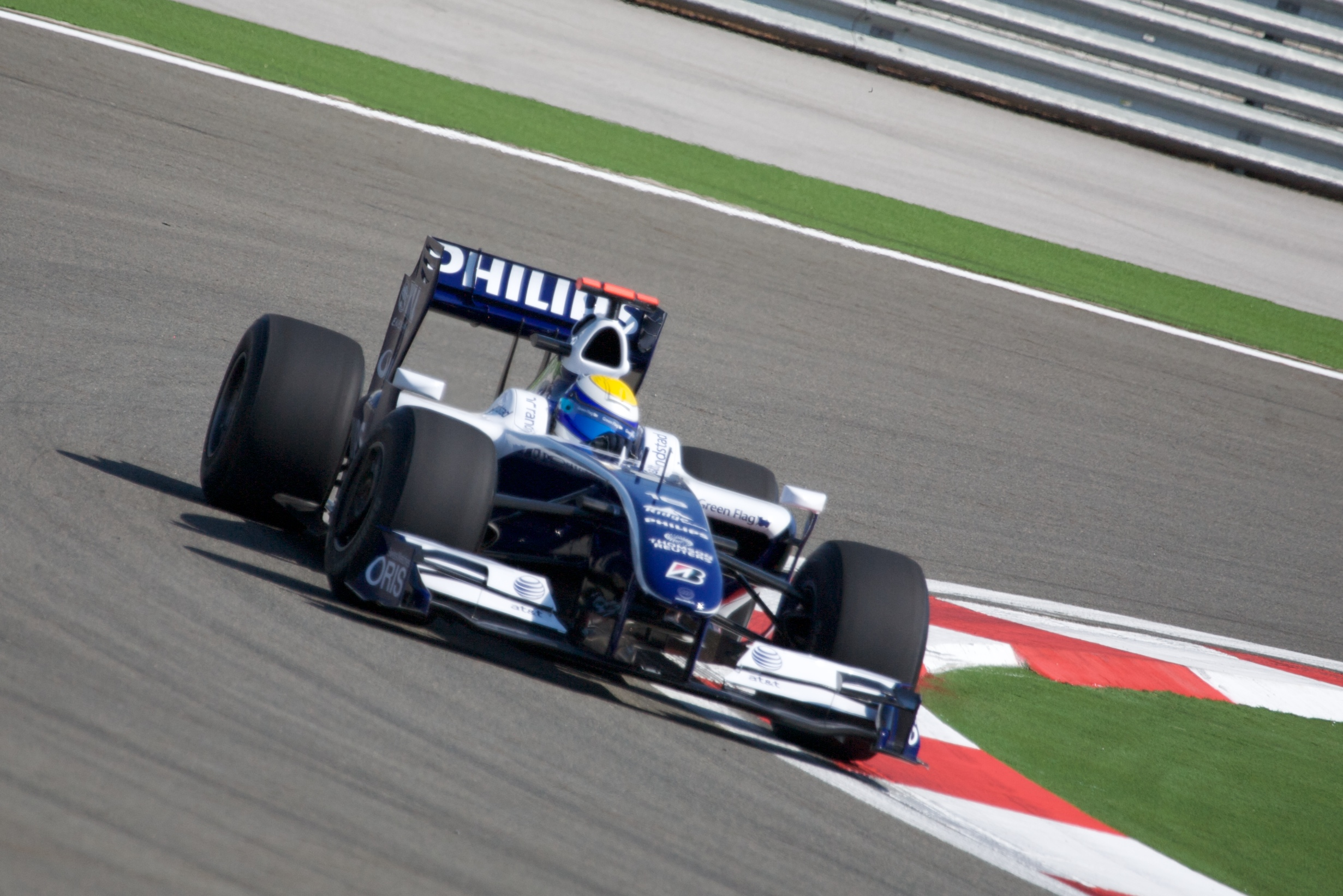
Ніко Росберга на Гран-прі Туреччини

Сезон 2009 року є найвдалішим у кар’єрі Ніко Росберга. Він набрав залікові бали майже у всіх етапах чемпіонату та кваліфікувався у першій десятці. На першому етапі, Гран-прі Австралії, він приїхав на 6-му місці. Починаючи з Гран-прі Китаю, Ніко тільки покращував свої результати: одне 8, одне 6 і два 5 місця підряд. На своєму «домашньому» Гран-прі Німеччині, Росберг зробив найбільший прорив у своїй кар’єрі. Стартувавши 15-м, він фінішував на четвертому місці, з кращим результатом, ніж лідер чемпіонату Дженсон Баттон. На Гран-прі Угорщини приїхав 4-м, а на Гран-прі Європи — 5-м. Гран-прі Сінгапуру для Ніко розпочалось дуже вдало: він кваліфікувався третім, проте при виїзді з піт-лейн, після першого піт-стопу, він допустив помилку і переїхав білу лінію. За це він отримав пенальті — проїзд по піт-лейн. На наступному Гран-прі Японії Росберг зайняв 5 місце. Слід зазначити, що Ніко єдиний пілот команди Williams F1, що набирав очки у цьому сезоні.

### 2010 рік: Mercedes GP
23 листопада 2009 року було офіційно повідомлено, що новою командою Ніко буде Mercedes GP[джерело?]. У своїх коментарях з приводу переходу до нової команди Ніко Росберг зазначив, що команда Williams F1 дуже допомогла йому у кар’єрі пілота, проте він не впевнений, що на даний момент команда може підготувати болід, який буде перемагати. А його ціль – саме перемоги.

## Рекорди та досягнення
- Наймолодший пілот, який встановив найшвидше коло під час гонки. Вік на момент встановлення рекорду: 20 років і 258 днів. Гран-прі Бахрейну.
- Четвертий наймолодший пілот, який заробляв залікові бали у гонці. Вік на момент встановлення рекорду: 20 років і 258 днів. 7 місце на Гран-прі Бахрейну.

## Особисте життя
Від 11 липня 2014 року одружений із Вівіан Сіболд, з якою зустрічався зі школи. Має доньку Алайю (нар.30 серпня 2015).

## Повна таблиця результатів

### Гоночна кар’єра
| Сезон | Серія                       | Команда                       | Гонки | Поули | Перемоги | Бали | Місце |
| ----- | --------------------------- | ----------------------------- | ----- | ----- | -------- | ---- | ----- |
| 2002  | Формула БМВ ADAC            | VIVA Racing                   | 20    | 5     | 9        | 264  | 1     |
| 2003  | Євросерія Формули-3         | Team Rosberg                  | 20    | 1     | 1        | 45   | 8     |
| 2003  | Гран-прі Макао Формули-3    | Carlin Motorsport             | 1     | 0     | 0        | Н/Д  | НК    |
| 2003  | Гран-прі Кореї Формули-3    | Carlin Motorsport             | 1     | 0     | 0        | Н/Д  | 11    |
| 2004  | Евросерія Формули-3         | Team Rosberg                  | 19    | 2     | 3        | 70   | 4     |
| 2004  | Гран-прі Макао Формули-3    | Team Rosberg                  | 1     | 0     | 0        | Н/Д  | НК    |
| 2004  | Формула-3 Мастерс           | Team Rosberg                  | 1     | 0     | 0        | Н/Д  | 6     |
| 2004  | Гран-прі Бахрейна Формули-3 | Team Rosberg                  | 1     | 0     | 0        | Н/Д  | 2     |
| 2005  | GP2                         | ART Grand Prix                | 23    | 4     | 5        | 120  | 1     |
| 2006  | Формула-1                   | Williams                      | 18    | 0     | 0        | 4    | 17    |
| 2007  | Формула-1                   | Williams                      | 17    | 0     | 0        | 20   | 9     |
| 2008  | Формула-1                   | Williams                      | 18    | 0     | 0        | 17   | 13    |
| 2009  | Формула-1                   | Williams                      | 17    | 0     | 0        | 34.5 | 7     |
| 2010  | Формула-1                   | Mercedes GP                   | 19    | 0     | 0        | 142  | 7     |
| 2011  | Формула-1                   | Mercedes GP                   | 19    | 0     | 0        | 89   | 7     |
| 2012  | Формула-1                   | Mercedes GP                   | 20    | 1     | 1        | 93   | 9     |
| 2013  | Формула-1                   | Mercedes GP                   | 19    | 3     | 2        | 171  | 6     |
| 2014  | Формула-1                   | Mercedes GP                   | 19    | 7     | 5        | 317  | 2     |
| 2015  | Формула-1                   | Mercedes AMG Petronas F1 Team | 19    | 6     | 6        | 322  | 2     |
| 2016  | Формула-1                   | Mercedes AMG Petronas F1 Team | 21    | 8     | 9        | 385  | 1     |

Жирним шрифтом позначені етапи, на яких гонщик стартував з поулу.
Курсивом позначені етапи, на яких гонщик мав найшвидше коло.
| Рік  | Команда                       | Шасі                            | Двигун                           | 1        | 2        | 3        | 4        | 5      | 6        | 7        | 8      | 9        | 10       | 11     | 12       | 13       | 14       | 15       | 16       | 17       | 18       | 19     | 20     | Місце в чемпіонаті | Очки в чемпіонаті |
| ---- | ----------------------------- | ------------------------------- | -------------------------------- | -------- | -------- | -------- | -------- | ------ | -------- | -------- | ------ | -------- | -------- | ------ | -------- | -------- | -------- | -------- | -------- | -------- | -------- | ------ | ------ | ------------------ | ----------------- |
| 2006 | WilliamsF1 Team               | Williams FW28                   | Cosworth CA2006 2.4 V8 4 Series  | BHR 7    | MAL Схід | AUS Схід | SMR 11   | EUR 7  | ESP 11   | MON Схід | GBR 9  | CAN Схід | USA 9    | FRA 14 | GER Схід | HUN Схід | TUR Схід | ITA Схід | CHN 11   | JPN 10   | BRA Схід |        |        | 17                 | 4                 |
| 2007 | AT&T WilliamsF1 Team          | Williams FW29                   | Toyota RVX-07 2.4 V8             | AUS 7    | MAL Схід | BHR 10   | ESP 6    | MON 12 | CAN 10   | USA 16   | FRA 9  | GBR 12   | EUR Схід | HUN 7  | TUR 7    | ITA 6    | BEL 6    | JPN Схід | CHN 16   | BRA 4    |          |        |        | 9                  | 20                |
| 2008 | AT&T WilliamsF1 Team          | Williams FW30                   | Toyota RVX-08 2.4 V8             | AUS 3    | MAL 14   | BHR 8    | ESP Схід | TUR 8  | MON Схід | CAN 10   | FRA 16 | GBR 9    | GER 10   | HUN 14 | EUR 8    | BEL 12   | ITA 14   | SIN 2    | JPN 11   | CHN 15   | BRA 12   |        |        | 13                 | 17                |
| 2009 | AT&T WilliamsF1 Team          | Williams FW31                   | Toyota RVX-09 2.4 V8             | AUS 6    | MAL 8‡   | CHN 15   | BHR 9    | ESP 8  | MON 6    | TUR 5    | GBR 5  | GER 4    | HUN 4    | EUR 5  | BEL 8    | ITA 16   | SIN 11   | JPN 5    | BRA Схід | ABU 9    |          |        |        | 7                  | 34,5              |
| 2010 | Mercedes GP Petronas F1 Team  | Mercedes MGP W01                | Mercedes FO 108X 2.4 V8          | BHR 5    | AUS 5    | MAL 3    | CHN 3    | ESP 13 | MON 7    | TUR 5    | CAN 6  | EUR 10   | GBR 3    | GER 8  | HUN Схід | BEL 6    | ITA 5    | SIN 5    | JPN 17   | KOR Схід | BRA 6    | ABU 4  |        | 7                  | 147               |
| 2011 | Mercedes GP Petronas F1 Team  | Mercedes MGP W02                | Mercedes FO 108Y 2.4 V8          | AUS Схід | MAL 12   | CHN 5    | TUR 5    | ESP 7  | MON 11   | CAN 11   | EUR 7  | GBR 6    | GER 7    | HUN 9  | BEL 6    | ITA Схід | SIN 7    | JPN 10   | KOR 8    | IND 6    | ABU 6    | BRA 7  |        | 7                  | 89                |
| 2012 | Mercedes GP Petronas F1 Team  | Mercedes MGP W03                | Mercedes FO 108Y 2.4 V8          | AUS 13   | MAL 12   | CHN 1    | BHR 5    | ESP 7  | MON 2    | CAN 6    | EUR 6  | GBR 15   | GER 10   | HUN 10 | BEL 11   | ITA 7    | SIN 5    | JPN Схід | KOR Схід | IND 11   | ABU Схід | USA 13 | BRA 15 | 9                  | 93                |
| 2013 | Mercedes GP Petronas F1 Team  | Mercedes MGP W03                | Mercedes FO 108Y 2.4 V8          | AUS Схід | MAL 4    | CHN Схід | BHR 9    | ESP 6  | MON 1    | CAN 5    | GBR 1  | GER 9    | HUN 19†  | BEL 4  | ITA 6    | SIN 4    | KOR 7    | JPN 8    | IND 2    | ABU 3    | USA 9    | BRA 5  |        | 6                  | 171               |
| 2014 | Mercedes AMG Petronas F1 Team | Mercedes Mercedes F1 W05 Hybrid | Mercedes PU106A Hybrid 1.6 turbo | AUS 1    | MAL 2    | BHR 2    | CHN 2    | ESP 2  | MON 1    | CAN 2    | AUT 1  | GBR Схід | GER 1    | HUN 4  | BEL 2    | ITA 2    | SIN Схід | JPN 2    | RUS 2    | USA 2    | BRA 1    | ABU 14 |        | 2                  | 317               |
| 2015 | Mercedes AMG Petronas F1 Team | Mercedes Mercedes F1 W06 Hybrid | Mercedes PU106B Hybrid 1.6 turbo | AUS 2    | MAL 3    | CHN 2    | BHR 3    | ESP 1  | MON 1    | CAN 2    | AUT 1  | GBR 2    | HUN 8    | BEL 2  | ITA 17   | SIN 4    | JPN 2    | RUS Схід | USA 2    | MEX 1    | BRA 1    | ABU 1  |        | 2                  | 322               |

† Пілот не зміг завершити перегони, але був класифікований подолавши понад 90 % дистанції.

‡ Зараховано половину очок через те, що перегони склали менш як 75 % запланованої дистанції.